# Lista de vereadores de Grão-Pará
Esta é a lista de vereadores de Grão-Pará, município brasileiro do estado de Santa Catarina.
A Câmara Municipal de Grão-Pará é composta por 9 vereadores.

## 16ª Legislatura (2021–2024)
Estes são os vereadores eleitos nas eleições de 15 de novembro de 2020, pelo período de 1° de janeiro de 2021 a 31 de dezembro de 2024:
| Mesa Diretora (2022)           |                       |                        |                           |
| Nome                           | Início do mandato     | Fim do mandato         | Cargo                     |
| Rafael Morgan Dacoreggio (MDB) | 1º de janeiro de 2022 | 31 de dezembro de 2022 | Presidente da Câmara      |
| Arthur Alberton Kulkamp (PL)   | 1º de janeiro de 2022 | 31 de dezembro de 2022 | Vice-presidente da Câmara |
| Janir Oenning (PP)             | 1º de janeiro de 2022 | 31 de dezembro de 2022 | 1º Secretário             |
| Júnior Ascari Fernandes (PSD)  | 1º de janeiro de 2022 | 31 de dezembro de 2022 | 2º Secretário             |

| Mesa Diretora (2021)                 |                       |                        |                           |
| Nome                                 | Início do mandato     | Fim do mandato         | Cargo                     |
| Arthur Alberton Kulkamp (PL)         | 1º de janeiro de 2021 | 31 de dezembro de 2021 | Presidente da Câmara      |
| Vitor Amâncio Blazius (PSD)          | 1º de janeiro de 2021 | 31 de dezembro de 2021 | Vice-presidente da Câmara |
| Elizete Orben Maciéski Blasius (PSD) | 1º de janeiro de 2021 | 31 de dezembro de 2021 | 1ª Secretária             |
| Rafael Morgan Dacoreggio (MDB)       | 1º de janeiro de 2021 | 31 de dezembro de 2021 | 2º Secretário             |

|   | Nome                                                                           | Partido                                | Votos | %    | Observações |
| - | ------------------------------------------------------------------------------ | -------------------------------------- | ----- | ---- | ----------- |
| 1 | Ângelo Alberton Neto, Anjinho (Grão-Pará, 29.07.1977–)                         | Partido Liberal (PL)                   | 465   | 9,20 | 2º mandato  |
| 2 | Elizete Orben Maciéski Blasius, Zete Maciéski Blasius (Grão-Pará, 22.08.1978–) | Partido Social Democrático (PSD)       | 352   | 6,96 | 1º mandato  |
| 3 | Júnior Ascari Fernandes, Juninho Ascari Fernandes (Grão-Pará, 13.07.1993–)     | Partido Social Democrático (PSD)       | 340   | 6,72 | 1º mandato  |
| 4 | Janir Oenning (2023) (Braço do Norte, 30.07.1983–)                             | Progressistas (PP)                     | 296   | 5,85 | 1º mandato  |
| 5 | Vitor Amâncio Blazius (2024) (Grão-Pará, 15.06.1960–)                          | Partido Social Democrático (PSD)       | 273   | 5,40 | 2º mandato  |
| 6 | Rafael Morgan Dacoreggio (2022) (Grão-Pará, 04.08.1990–)                       | Movimento Democrático Brasileiro (MDB) | 262   | 5,18 | 1º mandato  |
| 7 | Valdecir Michels, Valdecir do Bar (Grão-Pará, 28.08.1969–)                     | Partido Social Democrático (PSD)       | 212   | 4,19 | 1º mandato  |
| 8 | Vanilto de Souza Muller, Nito (Grão-Pará, 05.06.1970–)                         | Movimento Democrático Brasileiro (MDB) | 183   | 3,62 | 2º mandato  |
| 9 | Arthur Alberton Kulkamp (2021) (Grão-Pará, 09.04.1990–)                        | Partido Liberal (PL)                   | 176   | 3,48 | 1º mandato  |

## 15ª Legislatura (2017–2020)
Estes são os vereadores eleitos nas eleições de 2 de outubro de 2016, pelo período de 1° de janeiro de 2017 a 31 de dezembro de 2020:
| Mesa Diretora (2020) |                       |                        |                           |
| Nome                 | Início do mandato     | Fim do mandato         | Cargo                     |
| Neri Hert            | 1º de janeiro de 2020 | 31 de dezembro de 2020 | Presidente da Câmara      |
| Valécio Bussolo      | 1º de janeiro de 2020 | 31 de dezembro de 2020 | Vice-presidente da Câmara |
| Célia Kulkamp Meurer | 1º de janeiro de 2020 | 31 de dezembro de 2020 | 1ª Secretária             |
| Ângelo Alberton Neto | 1º de janeiro de 2020 | 31 de dezembro de 2020 | 2º Secretário             |

| Mesa Diretora (2019)  |                       |                        |                           |
| Nome                  | Início do mandato     | Fim do mandato         | Cargo                     |
| Laércio Camilo Meurer | 1º de janeiro de 2019 | 31 de dezembro de 2019 | Presidente da Câmara      |
| Valécio Bussolo       | 1º de janeiro de 2019 | 31 de dezembro de 2019 | Vice-presidente da Câmara |
| Murilo Kulkamp Nilzen | 1º de janeiro de 2019 | 31 de dezembro de 2019 | 1º Secretário             |
| Ângelo Alberton Neto  | 1º de janeiro de 2019 | 31 de dezembro de 2019 | 2º Secretário             |

| Mesa Diretora (2018) |                       |                        |                           |
| Nome                 | Início do mandato     | Fim do mandato         | Cargo                     |
| Valécio Bussolo      | 1º de janeiro de 2018 | 31 de dezembro de 2018 | Presidente da Câmara      |
| Neri Hert            | 1º de janeiro de 2018 | 31 de dezembro de 2018 | Vice-presidente da Câmara |
| Célia Kulkamp Meurer | 1º de janeiro de 2018 | 31 de dezembro de 2018 | 1ª Secretária             |
| Ângelo Alberton Neto | 1º de janeiro de 2018 | 31 de dezembro de 2018 | 2º Secretário             |

| Mesa Diretora (2017)  |                       |                        |                           |
| Nome                  | Início do mandato     | Fim do mandato         | Cargo                     |
| Célia Kulkamp Meurer  | 1º de janeiro de 2017 | 31 de dezembro de 2017 | Presidente da Câmara      |
| Neri Hert             | 1º de janeiro de 2017 | 31 de dezembro de 2017 | Vice-presidente da Câmara |
| Vitor Amâncio Blasius | 1º de janeiro de 2017 | 31 de dezembro de 2017 | 1º Secretário             |
| Murilo Kulkamp Nilzen | 1º de janeiro de 2017 | 31 de dezembro de 2017 | 2º Secretário             |

|   | Nome                                                              | Partido                                            | Votos | %    | Observações                                                                 |
| - | ----------------------------------------------------------------- | -------------------------------------------------- | ----- | ---- | --------------------------------------------------------------------------- |
| 1 | Cedenir da Silva Honorato, Nino Honorato (Grão-Pará, 01.06.1988–) | Partido do Movimento Democrático Brasileiro (PMDB) | 386   | 7,26 | 2º mandato                                                                  |
| 2 | Murilo Kulkamp Nilzen (Grão-Pará, 27.02.1989–)                    | Partido dos Trabalhadores (PT)                     | 354   | 6,65 | 1º mandato                                                                  |
| 3 | Laércio Camilo Meurer, Velhinho (2019) (Grão-Pará, 29.11.1956–)   | Partido Progressista (PP)                          | 326   | 6,13 | 2º mandato                                                                  |
| 4 | Valécio Bussolo (2018) (Grão-Pará, 23.04.1965–)                   | Partido Social Democrático (PSD)                   | 301   | 5,66 | 2º mandato Pede licença. Assume Márcio de Bona                              |
| 5 | Vitor Amâncio Blazius (Grão-Pará, 15.06.1960–)                    | Partido Progressista (PP)                          | 245   | 4,61 | 1º mandato Licenciado em 16.04.2018. Secretário Mun. de Transportes e Obras |
| 6 | Neri Hert (2020) (Grão-Pará, 21.09.1963–)                         | Partido Progressista (PP)                          | 238   | 4,47 | 1º mandato                                                                  |
| 7 | Ângelo Alberton Neto (Grão-Pará, 29.07.1977–)                     | Partido da República (PR)                          | 238   | 4,47 | 1º mandato                                                                  |
| 8 | Ruberto José Kulkamp (Grão-Pará, 25.07.1958–)                     | Partido da República (PR)                          | 227   | 4,27 | 1º mandato                                                                  |
| 9 | Célia Kulkamp Meurer (2017) (Rio Fortuna, 19.06.1956–)            | Partido Social Democrático (PSD)                   | 214   | 4,02 | 1º mandato                                                                  |
| — | Dailson Schlickmann Wessler, Barroso (Grão-Pará, 08.05.1977–)     | Partido Social Democrático (PSD)                   | 197   | 3,70 | 1º mandato Assumiu em 16.04.2018, no lugar de Vitor A. Blazius              |
| — | Márcio de Bona Mendes (Grão-Pará, 30.01.1976–)                    | Partido Progressista (PP)                          | 155   | 2,91 | 1º mandato Assumiu em 22.05.2017, por 30 dias                               |
| — | Rodolfo Berto Dacorégio, Rodolfinho (Grão-Pará, 19.04.1956–)      | Partido Social Democrático (PSD)                   | 139   | 2,61 | 1º mandato Assumiu em 16.04.2018, por 30 dias                               |
| — | Reginaldo Gonçalves Hereck, Nardo (Grão-Pará, 23.10.1981–)        | Partido Social Cristão (PSC)                       | 134   | 2,52 | 1º mandato Assumiu em 13.08.2018, por 30 dias                               |
| — | Genivam Leandro Branco, Leão Branco (Grão-Pará, 17.08.1979–)      | Partido Social Democrático (PSD)                   | 85    | 1,60 | 1º mandato Assumiu em 10.09.2018, por 30 dias                               |

## 14ª Legislatura (2013–2016)
Estes são os vereadores eleitos nas eleições de 7 de outubro de 2012, pelo período de 1° de janeiro de 2013 a 31 de dezembro de 2016:
| Mesa Diretora (2016)      |                       |                        |                           |
| Nome                      | Início do mandato     | Fim do mandato         | Cargo                     |
| Cedenir da Silva Honorato | 1º de janeiro de 2016 | 31 de dezembro de 2016 | Presidente da Câmara      |
| Vanilto de Souza Muller   | 1º de janeiro de 2016 | 31 de dezembro de 2016 | Vice-presidente da Câmara |
| Rosana de Oliveira Souza  | 1º de janeiro de 2016 | 31 de dezembro de 2016 | 1ª Secretária             |
| Laércio Camilo Meurer     | 1º de janeiro de 2016 | 31 de dezembro de 2016 | 2º Secretário             |

| Mesa Diretora (2015)         |                       |                        |                           |
| Nome                         | Início do mandato     | Fim do mandato         | Cargo                     |
| Daiana Beltrame Muller       | 1º de janeiro de 2015 | 31 de dezembro de 2015 | Presidente da Câmara      |
| Vanilto de Souza Muller      | 1º de janeiro de 2015 | 31 de dezembro de 2015 | Vice-presidente da Câmara |
| Cedenir da Silva Honorato    | 1º de janeiro de 2015 | 31 de dezembro de 2015 | 1º Secretário             |
| Carlos Alberto Meurer Muller | 1º de janeiro de 2015 | 31 de dezembro de 2015 | 2º Secretário             |

| Mesa Diretora (2014)      |                       |                        |                           |
| Nome                      | Início do mandato     | Fim do mandato         | Cargo                     |
| Rosana de Oliveira Souza  | 1º de janeiro de 2014 | 31 de dezembro de 2014 | Presidente da Câmara      |
| Cedenir da Silva Honorato | 1º de janeiro de 2014 | 31 de dezembro de 2014 | Vice-presidente da Câmara |
| Daiana Beltrame Muller    | 1º de janeiro de 2014 | 31 de dezembro de 2014 | 1ª Secretária             |
| Ademir Bonetti            | 1º de janeiro de 2014 | 31 de dezembro de 2014 | 2º Secretário             |

|   | Nome                                                                     | Partido                                            | Votos | %    | Observações                                                                                      |
| - | ------------------------------------------------------------------------ | -------------------------------------------------- | ----- | ---- | ------------------------------------------------------------------------------------------------ |
| 1 | Roselita Buss, Rose da Saúde (2013) (Braço do Norte, 13.09.1973–)        | Partido do Movimento Democrático Brasileiro (PMDB) | 410   | 7,71 | 1º mandato Licenciada em 13.04.2015, por 30 dias                                                 |
| 2 | Carlos Alberto Meurer Muller, Calinho (Grão-Pará, 28.04.1970–)           | Partido Social Democrático (PSD)                   | 391   | 7,36 | 1º mandato                                                                                       |
| 3 | Márcio Borba Blasius, Marcinho (Grão-Pará, 22.08.1985–)                  | Partido Social Democrático (PSD)                   | 391   | 7,36 | 1º mandato Licenciado em 01.01.2013. Secretário Mun. de Saúde Assumiu em 04.04.2016              |
| 4 | Rosana de Oliveira Souza (2014) (Grão-Pará, 30.07.1984–)                 | Partido do Movimento Democrático Brasileiro (PMDB) | 379   | 7,13 | 2º mandato                                                                                       |
| 5 | Daiana Beltrame Muller (2015) (Grão-Pará, 28.11.1985–)                   | Partido dos Trabalhadores (PT)                     | 331   | 6,23 | 1º mandato Pede licença. Assume Lídia H. Marcos                                                  |
| 6 | Cedenir da Silva Honorato, Nino Honorato (2016) (Grão-Pará, 01.06.1988–) | Partido do Movimento Democrático Brasileiro (PMDB) | 330   | 6,21 | 1º mandato                                                                                       |
| 7 | Laércio Camilo Meurer, Velhinho (Grão-Pará, 29.11.1956–)                 | Partido Progressista (PP)                          | 327   | 6,15 | 1º mandato                                                                                       |
| 8 | Ademir Bonetti, Miro (Rio Fortuna, 05.09.1969–)                          | Partido Progressista (PP)                          | 287   | 5,40 | 3º mandato Licenciado em 03.2015. Secretário Mun. de Esportes e Turismo. Reassumiu em 04.04.2016 |
| — | Valécio Bussolo (Grão-Pará, 23.04.1965–)                                 | Partido Social Democrático (PSD)                   | 267   | 5,02 | 1º mandato                                                                                       |
| 9 | Vanilto de Souza Muller, Nito (Grão-Pará, 05.06.1970–)                   | Partido do Movimento Democrático Brasileiro (PMDB) | 249   | 4,68 | 1º mandato                                                                                       |
| — | Vilmar Lembeck Brand (Grão-Pará, 04.03.1970–)                            | Partido Social Democrático (PSD)                   | 205   | 3,86 | 3º mandato Assumiu em 01.2013 até 03.04.2016                                                     |
| — | Benício Monn, Beno (Grão-Pará, 21.06.1958–)                              | Partido do Movimento Democrático Brasileiro (PMDB) | 192   | 3,61 | 1º mandato Assumiu em 18.05.2015, por 30 dias                                                    |
| — | Aílton Perin de Bona (Grão-Pará, 04.07.1969–)                            | Partido do Movimento Democrático Brasileiro (PMDB) | 164   | 3,09 | 1º mandato Assumiu em 03.08.2015, por 30 dias                                                    |
| — | Valmir Jacinto Ballmann, Mike (Grão-Pará, 06.05.1961–)                   | Partido Progressista (PP)                          | 127   | 2,39 | 1º mandato Assumiu em 03.2015 até 03.04.2016                                                     |
| — | Clésio Della Giustina (Grão-Pará, 28.07.1969–)                           | Partido do Movimento Democrático Brasileiro (PMDB) | 115   | 2,16 | 2º mandato Assumiu em 08.09.2015, por 30 dias                                                    |
| — | Jaime Perin (Orleans, 08.07.1956–)                                       | Partido dos Trabalhadores (PT)                     | 101   | 1,90 | 3º mandato Assumiu em 15.02.2016, por 30 dias                                                    |
| — | João Batista Berto Dacoreggio (Grão-Pará, 03.06.1959–)                   | Partido do Movimento Democrático Brasileiro (PMDB) | 71    | 1,34 | 2º mandato Assumiu em 07.03.2016, por 30 dias                                                    |
| — | Cristian Francisco Izidoro (Grão-Pará, 01.05.1984–)                      | Partido do Movimento Democrático Brasileiro (PMDB) | 62    | 1,17 | 1º mandato Assumiu em 04.04.2016, por 30 dias                                                    |
| — | Lídia Hereck Marcos (Grão-Pará, 05.10.1953–)                             | Partido do Movimento Democrático Brasileiro (PMDB) | 58    | 1,09 | 1º mandato Assumiu em 02.05.2016, por 30 dias                                                    |
| — | Jorge Luís da Silva (Belford Roxo, 20.10.1966–)                          | Partido Social Democrático (PSD)                   | 30    | 0,56 | 1º mandato Assumiu em 04.05.2015, por 30 dias                                                    |
| — | Yara Jurema San Roman Cardoso (Ituporanga, 20.01.1969–)                  | Democratas (DEM)                                   | 30    | 0,56 | 1º mandato Assumiu em 05.10.2015, por 30 dias                                                    |

## 13ª Legislatura (2009–2012)
Estes são os vereadores eleitos nas eleições de 5 de outubro de 2008, pelo período de 1° de janeiro de 2009 a 31 de dezembro de 2012:
|   | Nome                                                             | Partido                                            | Votos | %    | Observações |
| - | ---------------------------------------------------------------- | -------------------------------------------------- | ----- | ---- | ----------- |
| 1 | Rosana de Oliveira Souza (2012) (Grão-Pará, 30.07.1984–)         | Partido do Movimento Democrático Brasileiro (PMDB) | 459   | 8,96 | 1º mandato  |
| 2 | Vitório Orben Perin (Grão-Pará, 01.07.1959–)                     | Partido Progressista (PP)                          | 358   | 6,99 | 1º mandato  |
| 3 | Ademir Bonetti, Miro (Rio Fortuna, 05.09.1969–)                  | Partido Progressista (PP)                          | 318   | 6,21 | 2º mandato  |
| 4 | Clederson Debiasi Hilman, Barney (2011) (Grão-Pará, 04.11.1975–) | Partido do Movimento Democrático Brasileiro (PMDB) | 313   | 6,11 | 1º mandato  |
| 5 | Osni José Kulkamp (2010) (Rio Fortuna, 15.11.1949–)              | Partido da Social Democracia Brasileira (PSDB)     | 304   | 5,94 | 4º mandato  |
| 6 | Salésio Pickler Dacoregio, Lelo (Grão-Pará, 10.01.1953–)         | Democratas (DEM)                                   | 301   | 5,88 | 4º mandato  |
| 7 | Vilmar Lembeck Brand (Grão-Pará, 04.03.1970–)                    | Democratas (DEM)                                   | 300   | 5,86 | 2º mandato  |
| 8 | Clésio Della Giustina (Grão-Pará, 28.07.1969–)                   | Partido do Movimento Democrático Brasileiro (PMDB) | 245   | 4,78 | 1º mandato  |
| 9 | Jaime Perin (2009) (Orleans, 08.07.1956–)                        | Partido dos Trabalhadores (PT)                     | 164   | 3,20 | 2º mandato  |

## 12ª Legislatura (2005–2008)
Estes são os vereadores eleitos nas eleições de 3 de outubro de 2004, pelo período de 1° de janeiro de 2005 a 31 de dezembro de 2008:
|   | Nome                                                     | Partido                                            | Votos | %    | Observações |
| - | -------------------------------------------------------- | -------------------------------------------------- | ----- | ---- | ----------- |
| 1 | Élio Muller Bratti (2005-2006) (Grão-Pará, 26.08.1960–)  | Partido da Frente Liberal (PFL)                    | 291   | 6,35 | 2º mandato  |
| 2 | Antonio Renato Miranda Guisi (Grão-Pará, 13.06.1959–)    | Partido da Social Democracia Brasileira (PSDB)     | 281   | 6,13 | 1º mandato  |
| 3 | Estevão Guizoni (Orleans, 22.07.1958–)                   | Partido do Movimento Democrático Brasileiro (PMDB) | 270   | 5,89 | 2º mandato  |
| 4 | Reginaldo Vitorassi, Nado (2008) (Criciúma, 02.07.1970–) | Partido Progressista (PP)                          | 257   | 5,61 | 1º mandato  |
| 5 | Lauro Furlan de Bona (Grão-Pará, 23.09.1963–)            | Partido dos Trabalhadores (PT)                     | 245   | 5,35 | 1º mandato  |
| 6 | Ademir Bonetti, Miro (2007) (Rio Fortuna, 05.09.1969–)   | Partido Progressista (PP)                          | 237   | 5,17 | 1º mandato  |
| 7 | Waldair Ângelo Alberton, Diéco (Grão-Pará, 09.02.1948–)  | Partido Progressista (PP)                          | 227   | 4,95 | 4º mandato  |
| 8 | Jaime Perin, Lula (Orleans, 08.07.1956–)                 | Partido dos Trabalhadores (PT)                     | 217   | 4,74 | 1º mandato  |
| 9 | Vilmar Lembeck Brand (Grão-Pará, 04.03.1970–)            | Partido da Frente Liberal (PFL)                    | 215   | 4,69 | 1º mandato  |

## 11ª Legislatura (2001–2004)
Estes são os vereadores eleitos nas eleições de 1º de outubro de 2000, pelo período de 1° de janeiro de 2001 a 31 de dezembro de 2004:
|   | Nome                                                             | Partido                                            | Votos | %    | Observações |
| - | ---------------------------------------------------------------- | -------------------------------------------------- | ----- | ---- | ----------- |
| 1 | Waldair Ângelo Alberton, Diéco (Grão-Pará, 09.02.1948–)          | Partido Progressista Brasileiro (PPB)              | 304   | 6,99 | 3º mandato  |
| 2 | Amilton Ascari (Grão-Pará, 19.08.1957–)                          | Partido da Frente Liberal (PFL)                    | 283   | 6,51 | 4º mandato  |
| 3 | Albertina Bussolo Rohling (Orleans, 29.03.1953–)                 | Partido da Frente Liberal (PFL)                    | 249   | 5,73 | 1º mandato  |
| 4 | Osni José Kulkamp (2001-2002) (Rio Fortuna, 15.11.1949–)         | Partido da Social Democracia Brasileira (PSDB)     | 235   | 5,41 | 3º mandato  |
| 5 | Élio Muller Bratti (Grão-Pará, 26.08.1960–)                      | Partido da Frente Liberal (PFL)                    | 233   | 5,36 | 1º mandato  |
| 6 | Estevão Guizoni (2003-2004) (Orleans, 22.07.1958–)               | Partido do Movimento Democrático Brasileiro (PMDB) | 222   | 5,11 | 1º mandato  |
| 7 | Célio de Souza (??, 25.11.1957–)                                 | Partido do Movimento Democrático Brasileiro (PMDB) | 219   | 5,04 | 3º mandato  |
| 8 | João Batista Berto Dacoreggio, Bentinho (Grão-Pará, 03.06.1959–) | Partido Democrático Trabalhista (PDT)              | 201   | 4,62 | 1º mandato  |
| 9 | Irene Wessler (Grão-Pará, 04.09.1952–)                           | Partido do Movimento Democrático Brasileiro (PMDB) | 186   | 4,28 | 1º mandato  |

## 10ª Legislatura (1997–2000)
Estes são os vereadores eleitos nas eleições de 3 de outubro de 1996, pelo período de 1° de janeiro de 1997 a 31 de dezembro de 2000:
|   | Nome                                                     | Partido                                            | Votos | %     | Observações                   |
| - | -------------------------------------------------------- | -------------------------------------------------- | ----- | ----- | ----------------------------- |
| 1 | Amilton Ascari (1997-1998) (Grão-Pará, 19.08.1957–)      | Partido da Frente Liberal (PFL)                    | 533   | 13,47 | 3º mandato                    |
| 2 | Salésio Pickler Dacoregio (Grão-Pará, 11.01.1953–)       | Partido do Movimento Democrático Brasileiro (PMDB) | 316   | 7,98  | 3º mandato                    |
| 3 | Nivaldo Nandi (??, 04.12.1953–)                          | Partido da Frente Liberal (PFL)                    | 313   | 7,91  | 2º mandato                    |
| 4 | Célio de Souza (??, 25.11.1957–)                         | Partido da Frente Liberal (PFL)                    | 312   | 7,88  | 2º mandato                    |
| 5 | Antonio Pickler (Grão-Pará, 02.07.1943–)                 | Partido Democrático Trabalhista (PDT)              | 310   | 7,83  | 2º mandato                    |
| 6 | Rosinele Margoti Schmidt (Grão-Pará, 06.11.1964–)        | Partido do Movimento Democrático Brasileiro (PMDB) | 280   | 7,07  | 1º mandato                    |
| 7 | Osni José Kulkamp (1999-2000) (Rio Fortuna, 15.11.1949–) | Partido da Social Democracia Brasileira (PSDB)     | 263   | 6,64  | 2º mandato                    |
| 8 | Ivan Ascari Alberton (Grão-Pará, 31.08.1951–)            | Partido Progressista Brasileiro (PPB)              | 253   | 6,39  | 1º mandato                    |
| 9 | Sidnei Bett                                              | Partido Democrático Trabalhista (PDT)              | 195   | 4,93  | 1º mandato                    |
| — | Olivia de Souza Muller                                   | Partido Democrático Trabalhista (PDT)              | 191   | 4,83  | 1º mandato Assumiu em 08.2000 |

## 9ª Legislatura (1993–1996)
Estes são os vereadores eleitos nas eleições de 3 de outubro de 1992, pelo período de 1° de janeiro de 1993 a 31 de dezembro de 1996:
|   | Nome                                                           | Partido                                            | Votos | %    | Observações |
| - | -------------------------------------------------------------- | -------------------------------------------------- | ----- | ---- | ----------- |
| 1 | Amilton Ascari (Grão-Pará, 19.08.1957–)                        | Partido Democrático Social (PDS)                   | 332   | 8,66 | 2º mandato  |
| 2 | Célio de Souza (??, 25.11.1957–)                               | Partido Democrático Social (PDS)                   | 320   | 8,34 | 1º mandato  |
| 3 | Hélio Alberton (Grão-Pará, 04.03.1947–)                        | Partido Democrático Social (PDS)                   | 255   | 6,65 | 2º mandato  |
| 4 | Luiz Monn Ceolin (??, 16.08.1954–)                             | Partido Democrático Social (PDS)                   | 216   | 5,63 | 1º mandato  |
| — | Waldair Ângelo Alberton (Grão-Pará, 09.02.1948–)               | Partido Democrático Social (PDS)                   | 184   | 4,80 | 2º mandato  |
| 5 | Dorvalino Dacorégio (1993-1994) (Grão-Pará, 29.07.1960–)       | Partido do Movimento Democrático Brasileiro (PMDB) | 178   | 4,64 | 1º mandato  |
| 6 | Osni José Kulkamp (Rio Fortuna, 15.11.1949–)                   | Partido da Social Democracia Brasileira (PSDB)     | 176   | 4,59 | 1º mandato  |
| 7 | Salésio Pickler Dacoregio (1995-1996) (Grão-Pará, 11.01.1953–) | Partido da Frente Liberal (PFL)                    | 156   | 4,07 | 2º mandato  |
| 8 | Divo Müller (Grão-Pará, 21.10.1964–)                           | Partido da Frente Liberal (PFL)                    | 146   | 3,81 | 2º mandato  |
| 9 | Donato Fabizack                                                | Partido da Social Democracia Brasileira (PSDB)     | 146   | 3,81 | 1º mandato  |

## 8ª Legislatura (1989–1992)
Estes são os vereadores eleitos nas eleições de 15 de novembro de 1988, pelo período de 1° de janeiro de 1989 a 31 de dezembro de 1992:
|   | Nome                                                           | Partido                                            | Votos | %    | Observações |
| - | -------------------------------------------------------------- | -------------------------------------------------- | ----- | ---- | ----------- |
| 1 | Rui Bussolo (1989-1990)                                        | Partido da Frente Liberal (PFL)                    | 241   | 7,09 | 1º mandato  |
| 2 | José Nandi (Porto Alegre, 22.05.1955–)                         | Partido da Frente Liberal (PFL)                    | 217   | 6,38 | 1º mandato  |
| 3 | Amilton Ascari (Grão-Pará, 19.08.1957–)                        | Partido Democrático Social (PDS)                   | 191   | 5,62 | 1º mandato  |
| 4 | Divo Müller (Grão-Pará, 21.10.1964–)                           | Partido da Frente Liberal (PFL)                    | 170   | 5,00 | 1º mandato  |
| 5 | Nivaldo Nandi (??, 04.12.1953–)                                | Partido do Movimento Democrático Brasileiro (PMDB) | 154   | 4,53 | 1º mandato  |
| 6 | David Laipelt                                                  | Partido Democrático Social (PDS)                   | 147   | 4,32 | 2º mandato  |
| 7 | Lovarino Godinho (Grão-Pará, 09.07.1948–)                      | Partido da Frente Liberal (PFL)                    | 145   | 4,26 | 1º mandato  |
| 8 | Salésio Pickler Dacoregio (1991-1992) (Grão-Pará, 11.01.1953–) | Partido da Frente Liberal (PFL)                    | 136   | 4,00 | 1º mandato  |
| 9 | João Furlan de Bona (Gravatal, 10.05.1952–)                    | Partido Democrático Social (PDS)                   | 122   | 3,59 | 1º mandato  |

## 7ª Legislatura (1983–1988)
Estes são os vereadores eleitos nas eleições de 15 de novembro de 1982:
|   | Nome                                                                      | Partido                                            | Votos | %    | Observações |
| - | ------------------------------------------------------------------------- | -------------------------------------------------- | ----- | ---- | ----------- |
| 1 | Antonio Pickler (1985-1986) (Grão-Pará, 02.07.1943–)                      | Partido Democrático Social (PDS)                   | 254   | 9,36 | 1º mandato  |
| 2 | Edemir Beltrame Della Giustina (Grão-Pará, 09.07.1960–)                   | Partido Democrático Social (PDS)                   | 233   | 8,59 | 1º mandato  |
| 3 | Antonio Squizatto (1987-1988) (Grão-Pará, 23.02.1932–Tubarão, 23.10.2005) | Partido Democrático Social (PDS)                   | 215   | 7,92 | 3º mandato  |
| 4 | Waldair Ângelo Alberton (Grão-Pará, 09.02.1948–)                          | Partido Democrático Social (PDS)                   | 214   | 7,89 | 1º mandato  |
| 5 | Nilton Paulo Michels (??, 14.04.1947–)                                    | Partido Democrático Social (PDS)                   | 137   | 5,05 | 1º mandato  |
| 6 | Lázaro Moraes Dacorégio (1983-1984) (Grão-Pará, 17.12.1948–)              | Partido Democrático Social (PDS)                   | 123   | 4,53 | 1º mandato  |
| 7 | Gentil Moyses Dacoreggio (Grão-Pará, 31.08.1933–)                         | Partido do Movimento Democrático Brasileiro (PMDB) | 115   | 4,24 | 1º mandato  |

## 6ª Legislatura (1977–1982)
Estes são os vereadores eleitos nas eleições de 15 de novembro de 1976:
|   | Nome                                                                  | Partido                                | Votos | Observações |
| - | --------------------------------------------------------------------- | -------------------------------------- | ----- | ----------- |
| 1 | David Laipelt (1977-1978)                                             | Aliança Renovadora Nacional (ARENA)    | 213   | 1º mandato  |
| 2 | Hélio Alberton (Grão-Pará, 04.03.1947–)                               | Aliança Renovadora Nacional (ARENA)    | 209   | 1º mandato  |
| 3 | Nilton de Oliveira (1979-1980) (??, 1930–Braço do Norte, 29.10.2018)  | Aliança Renovadora Nacional (ARENA)    | 197   | 2º mandato  |
| 4 | Orlandino Nandi                                                       | Movimento Democrático Brasileiro (MDB) | 189   | 1º mandato  |
| 5 | Ladau Debiasi (1981-1982) (Grão-Pará, 26.05.1936–Tubarão, 09.01.2011) | Aliança Renovadora Nacional (ARENA)    | 157   | 2º mandato  |
| 6 | João Eising                                                           | Movimento Democrático Brasileiro (MDB) | 148   | 1º mandato  |
| 7 | Osório Schlickmann Perin (Grão-Pará, 16.07.1956–)                     | Movimento Democrático Brasileiro (MDB) | 133   | 1º mandato  |

## 5ª Legislatura (1973–1976)
Estes são os vereadores eleitos nas eleições de 15 de novembro de 1972:
|   | Nome                                                                  | Partido | Votos | Observações |
| - | --------------------------------------------------------------------- | ------- | ----- | ----------- |
| 1 | Henrique Schlickmann (Braço do Norte, 18.11.1936–)                    |         |       | 1º mandato  |
| 2 | Ladau Debiasi (1975-1976) (Grão-Pará, 26.05.1936–Tubarão, 09.01.2011) |         |       | 1º mandato  |
| 3 | Moisés Ascari                                                         |         |       | 2º mandato  |
| 4 | Nilton de Oliveira (??, 1930–Braço do Norte, 29.10.2018)              |         |       | 1º mandato  |
| 5 | Oswaldo Demay Michels (Grão-Pará, 04.09.1944–)                        |         |       | 1º mandato  |
| 6 | Ricardo João Berto (Grão-Pará, 15.08.1934–Tubarão, 18.10.2018)        |         |       | 1º mandato  |
| 7 | Sebastião da Silva                                                    |         |       | 1º mandato  |
| 8 | Valentim Bússolo (1973-1974)                                          |         |       | 1º mandato  |
| 9 | Valmor Veronez                                                        |         |       | 1º mandato  |

## 4ª Legislatura (1970–1972)
|   | Nome                         | Partido | Votos | Observações |
| - | ---------------------------- | ------- | ----- | ----------- |
| 1 | Marcos Ghizoni (1972)        |         |       | 1º mandato  |
| 2 | Moisés Ascari                |         |       | 1º mandato  |
| 3 | Orlandino Nandi              |         |       | 1º mandato  |
| 4 | Paschoal Ceolin              |         |       | 3º mandato  |
| 5 | Paulo Guilherme Schmitz      |         |       | 1º mandato  |
| 6 | Recieri Alberton (1970-1971) |         |       | 3º mandato  |
| 7 | Zózimo Silveira Martins      |         |       | 1º mandato  |

## 3ª Legislatura (1967–1969)
Estes são os vereadores eleitos nas eleições de 15 de novembro de 1966:
|   | Nome                                                          | Partido                             | Votos | Observações |
| - | ------------------------------------------------------------- | ----------------------------------- | ----- | ----------- |
| 1 | Recieri Alberton (1967-1969)                                  | Aliança Renovadora Nacional (ARENA) | 315   | 2º mandato  |
| 2 | Waldemiro Pedro Michels                                       | Aliança Renovadora Nacional (ARENA) | 153   | 3º mandato  |
| 3 | Paschoal Ceolin                                               | Aliança Renovadora Nacional (ARENA) | 150   | 2º mandato  |
| 4 | José Ascari                                                   | Aliança Renovadora Nacional (ARENA) | 117   | 3º mandato  |
| 5 | Domingos Bratti (Orleans, 05.01.1929–)                        | Aliança Renovadora Nacional (ARENA) | 111   | 2º mandato  |
| 6 | Antonio Squizatto (Grão-Pará, 23.02.1932–Tubarão, 23.10.2005) |                                     |       | 2º mandato  |
| 7 | Romeu Bússolo                                                 |                                     |       | 2º mandato  |

## 2ª Legislatura (1963–1966)
Estes são os vereadores eleitos nas eleições de 6 de outubro de 1963:
|    | Nome                                   | Partido | Votos | Observações |
| -- | -------------------------------------- | ------- | ----- | ----------- |
| 1  | Afonso José Ghizoni                    |         |       | 1º mandato  |
| 2  | Desidério Ascari                       |         |       | 1º mandato  |
| 3  | Domingos Bratti (Orleans, 05.01.1929–) |         |       | 1º mandato  |
| 4  | Geraldo Kuntz                          |         |       | 1º mandato  |
| 5  | Guilherme Schlickmann                  |         |       | 2º mandato  |
| 6  | João de Oliveira Souza                 |         |       | 1º mandato  |
| 7  | José Ascari                            |         |       | 2º mandato  |
| 8  | Paschoal Ceolin                        |         |       | 1º mandato  |
| 9  | Recieri Alberton (1963-1966)           |         |       | 1º mandato  |
| 10 | Romeu Bússolo                          |         |       | 1º mandato  |
| 11 | Waldemiro Pedro Michels                |         |       | 2º mandato  |

## 1ª Legislatura (1959–1962)
|   | Nome                                                          | Partido | Votos | Observações |
| - | ------------------------------------------------------------- | ------- | ----- | ----------- |
| 1 | Antonio Squizatto (Grão-Pará, 23.02.1932–Tubarão, 23.10.2005) |         |       | 1º mandato  |
| 2 | David Beltrame (1959-1962)                                    |         |       | 1º mandato  |
| 3 | Guilherme Schlickmann                                         |         |       | 1º mandato  |
| 4 | José Ascari                                                   |         |       | 1º mandato  |
| 5 | Rodolfo Beltrame                                              |         |       | 1º mandato  |
| 6 | Romualdo José Muller                                          |         |       | 1º mandato  |
| 7 | Waldemiro Pedro Michels                                       |         |       | 1º mandato  |

## Legenda
| Cor  | Significado          |
| Bege | Presidente da Câmara |
| Azul | Suplente             |